# フランソワ・ルイ・ド・ロレーヌ
フランソワ・ルイ・ド・ロレーヌ（François-Louis de Lorraine, 1623年 - 1694年6月27日）は、ブルボン朝時代フランスの大貴族家門ギーズ家の一員。アルクール伯、リウー伯、ロシュフォール伯及びモンロール伯、モーベック侯爵及びオーベナ男爵（comte d'Harcourt, de Rieux, Rochefort et Montlaur, marquis de Maubec et baron d'Aubenas）。
エルブフ公シャルル2世とアンリ4世王の庶出の娘カトリーヌ・アンリエット・ド・ブルボンの間の三男。当初はリウー伯と称した。フロンドの乱ではコンデ公ルイ2世、オルレアン公ガストンらフロンド派諸侯の与党として活動した。乱の最中の1652年7月31日、オルレアン公の居館での諸侯会合の際、ターラント公との上席権争いを起こし、ターラント公に肩入れしたコンデ公を殴打したことから、王族に対する暴行の嫌疑でバスティーユ牢獄に収監された。2か月後の9月25日、一族の長ロレーヌ公ニコラ2世のフランス当局への働きかけで釈放され、コンデ公に謝罪して事なきを得た。1666年、叔父アンリの死に伴いアルクール伯爵領を相続し、以後アルクール伯と称した。
1645年7月パレ・ロワイヤルで、アルフォンス・ドルナーノ元帥の孫娘、ジャン＝バティスト・ドルナーノ元帥の姪で相続人のモンロール女伯・モーベック女侯アンヌ・ドルナーノと結婚、間に6子をもうけた。
- フランソワ（1645年 - 1694年） - 両親の婚前に出生し「アルクール私生児（Batard d'Harcourt）」と呼ばれたが、死に際して準正される
- マリー＝アンジェリーク＝アンリエット（1646年 - 1674年） - 1671年初代カダヴァル公爵ヌノ・アルヴァレシュ・ペレイラ・デ・メロと結婚
- アルフォンス＝アンリ＝シャルル（1648年 - 1718年） - アルクール伯
- セザール（1650年 - 1675年） - モンロール伯
- マリー＝アンヌ（1657年 - 1699年） - モンマルトル修道院長と呼ばれた
- シャルル（1661年 - 1683年） - 聖職者、「アルクール神父（Abbe d'Harcourt）」

この他、側妾マリー＝ブランシュ・モラン（Marie-Blanche Morin）との間に4人の庶子をもうけた。

## 引用・脚注
1. ↑  嶋中博章「わが名はルイ・ド・ブルボン--絶対王政期フランスの血統親王prince du sang」『史泉』106号、P53-70、2007年。
2. 1 2  嶋中、2007年。わが名はルイ・ド・ブルボン : 絶対王政期フランスの血統親王prince du sang - CiNii。